# المثلية الجنسية والمواطنة في ولاية فلوريدا
المثلية الجنسية والمواطنة في ولاية فلوريدا، يعرف أيضًا باسم الكتيب الأرجواني، الذي نشرَ في يناير 1964 من قبل لجنة التحقيق التشريعي لسلطة فلوريدا التشريعية بقيادة السناتور تشارلي جونز. وقد احتوى الكتيب العديد من الصور الإباحية ومسرد للمصطلحات المستخدمة في مجتمع مثليّ الجنس. بيع الكتاب بثمن 25 سنت للنسخة، مع خصم للطلبيات الخاصة لـ100 نسخة أو أكثر.
لعدة سنوات أجرت لجنة جونز مطاردات للبحث عن مثليين في المدارس العامة، الجامعات، والوكالات الحكومية، لاعتقادهم أنهم جزء من إستراتيجية شيوعية «لتخريب نمط الحياة الأميركي بالسيطرة على المؤسسات الأكاديمية ومن خلال إفساد النسيج الأخلاقي للأمة». من خلال نشرها لنتائجها، أعربت اللجنة عن أملها في إقناع الهيأة التشريعية في تشريعات شاملة مناهضة للمثليين، و«ذهل الفلوريديون لقبول برنامجهم».

بدلاً من أن يصبح أفضل الكتب مبيعًا كما أمل مؤلفيه، أثار الكتيب الأرجواني  انتقادات عنيفة للصور الفوتوغرافية الصريحة التي تبين رجال مثليين مشاركين في أنشطة جنسية. وقد هدد مسؤول مقاطعة ديد برفع دعوى ضد اللجنة، فيما حذر النائب العام اللجنة «إلى وقف توزيع هذه المواد 'الفاحشة والإباحية'». نادي كتاب مثلي في واشنطون، باع طبعات للكتيب بدولارين للنسخة الواحدة.
وفي رد فعل عنيف بعد صدور الكتيب المثير للجدّل، حُلَّت اللجنة في غرة يوليو 1965، بعد رفض المجلس التشريعي مواصلة تمويل أنشطتها. سجلات تحقيقات لجنة التحقيق التشريعية بيعت من قبل المجلس التشريعي حتى 2028، رغم أنه في بداية التسعينات، وضعت نسخة منقحة في محفوظات ولاية فلوريدا لاطلاع الجمهور.